# BMW Hydrogen 7
Der BMW Hydrogen 7 ist ein wasserstoffgetriebener PKW mit Verbrennungsmotor, ohne Brennstoffzelle. Das Modell basiert auf dem Modell 760Li (E66) aus der 7er-Reihe des deutschen Herstellers BMW und trägt die interne Bezeichnung E68, aufgrund Wasserstoffverbrennungsmotor und Umbauten für den wärmegedämmten Tank mit kaltem flüssigem H2 (LH2).
Der Motor kann weiterhin auch auf Benzin betrieben, somit bivalent, womit das Fahrzeug alltagstauglich blieb, da es in Deutschland 2012 lediglich 14 öffentlich zugängliche Wasserstofftankstellen gab. Dafür hat er einen zusätzlichen Benzintank. Im BMW-Werk Dingolfing wurden 100 Exemplare dieses Modells gefertigt, die nicht verkauft, sondern nur verleast wurden.

## Vorgänger BMW 750hL

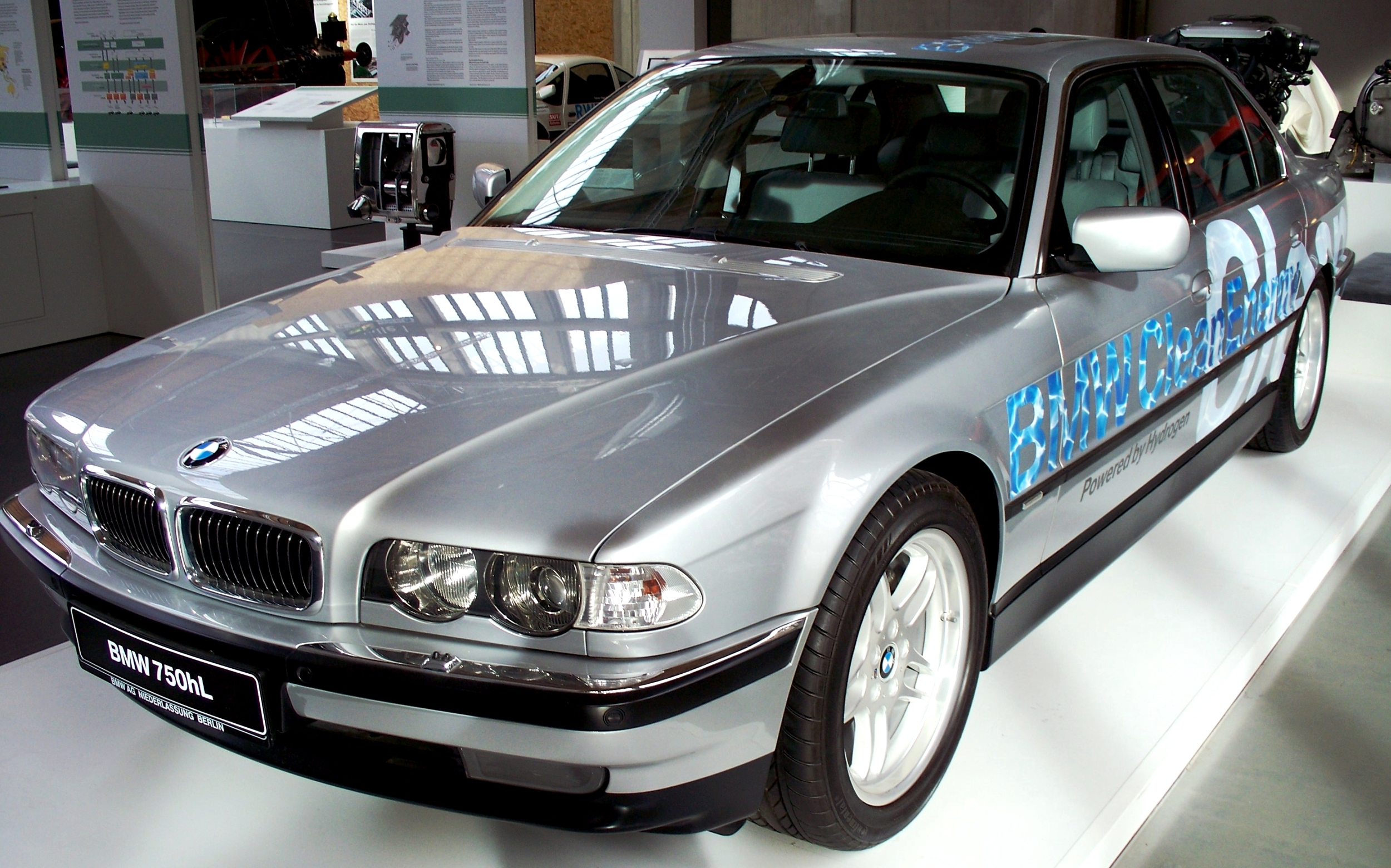
BMW 750hL 2010 im Verkehrszentrum des Deutschen Museums in München

Der Hydrogen 7 hat zwei Vorgänger: Zu den ersten mit Wasserstoff betriebenen Fahrzeugen weltweit gehörten die bereits im Jahre 2000 gebauten 15 Einzelexemplare vom Typ 750hL auf Basis des damaligen 750i (E38) bzw. 750Li mit langem Radstand. Dessen Zwölfzylindermotor leistet, mit Wasserstoff betrieben, nur noch 204 PS (150 kW) anstatt 326 mit Benzin. Es wurde das Modell mit langem Radstand verwendet, denn der Wasserstoff befindet sich bei minus 250 Grad Celsius flüssig in einem doppelwandigen 140 Liter fassenden Kryo-Stahltank hinter den Fondlehnen. Die 750hL wurden unter anderem auf der Expo 2000 vorgeführt.

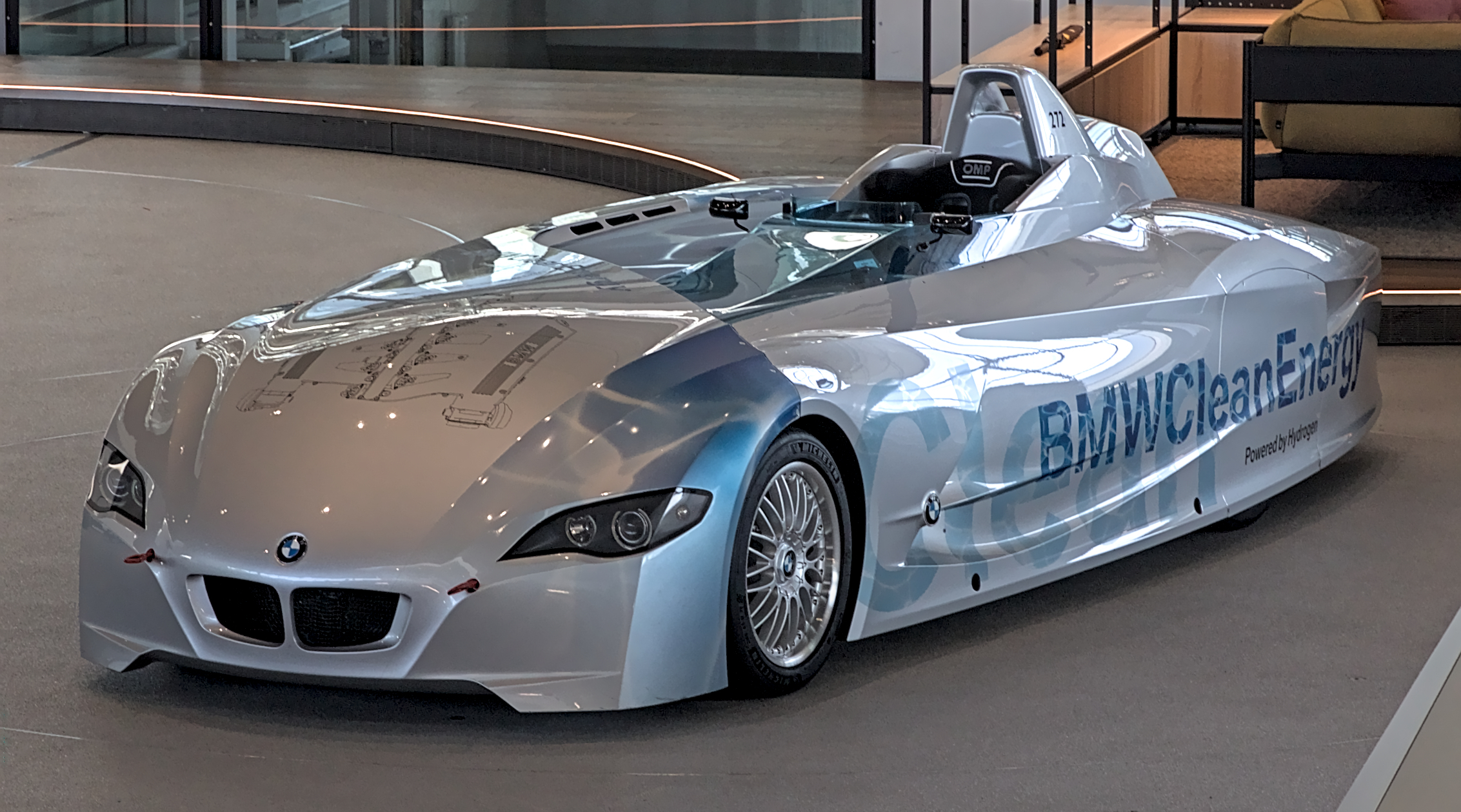
BMW H2R

Auch die Erfahrungen mit dem Wasserstoffprototypen H2R aus dem Jahre 2004 mit dem Motor der Baureihe BMW E65 (BMW 760i) flossen in die Entwicklung des Hydrogen 7 ein.

## Motor

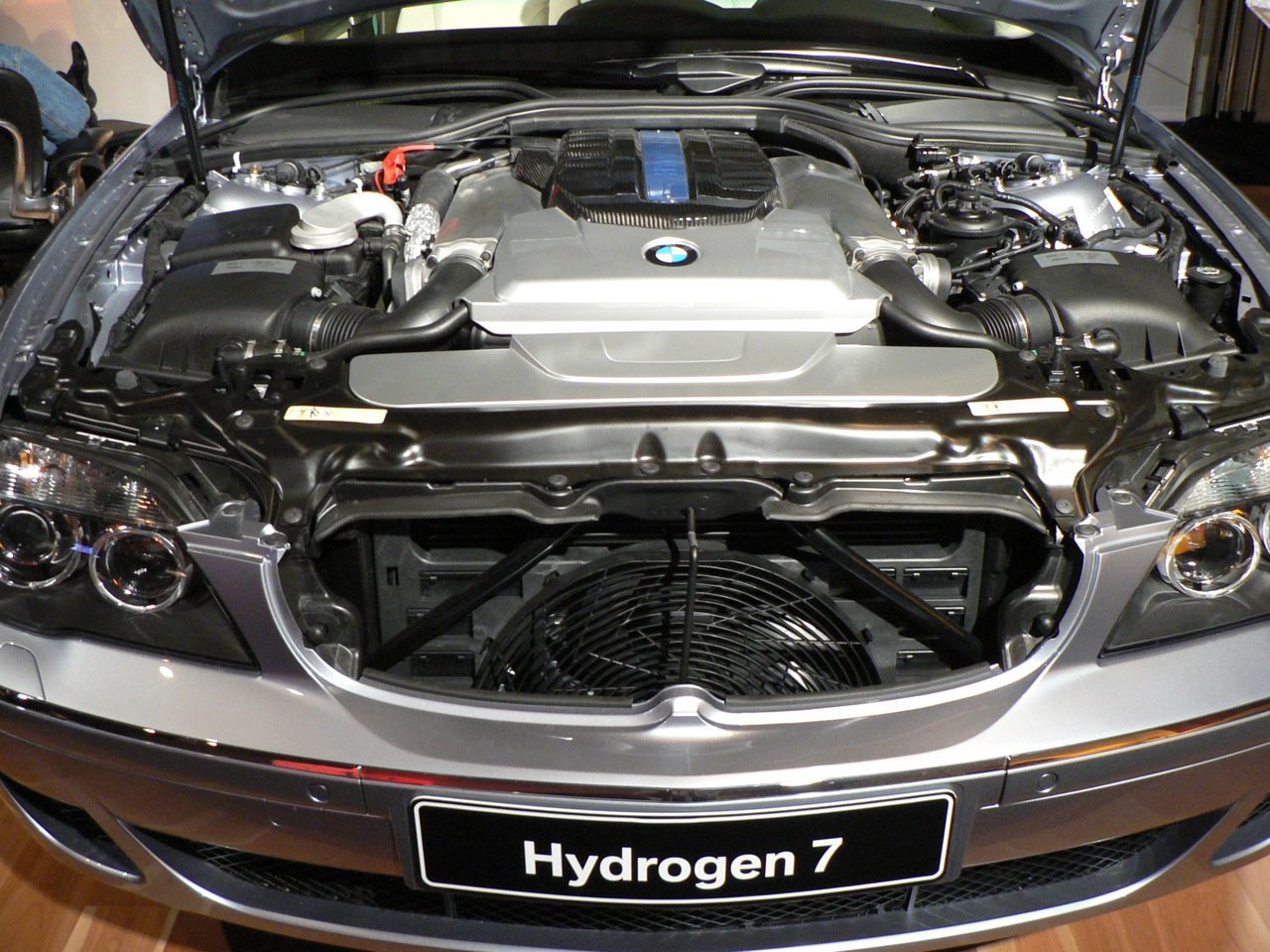
Motor des Hydrogen 7 (E68)

Der Wasserstoffverbrennungsmotor des Hydrogen 7 ist technisch fast identisch mit dem Motor des 760i. Er musste allerdings für den Einsatz von Wasserstoff als Treibstoff modifiziert werden. Die Modifikationen betreffen hauptsächlich den Ansaugtrakt des Motors. Zusätzlich zur Direkteinspritzung für Benzin wurde eine Zuleitung zum Wasserstoff-Tank integriert. Spezielle Einblasventile sorgen immer für die richtige Menge Wasserstoff in der Ansaugluft.
Auch musste die Dichtheit der Kolbenringe verbessert werden, um zu verhindern, dass Wasserstoff dort austritt. Dies hatte in früheren Entwicklungsstadien immer wieder zu Explosionen geführt. Da Wasserstoff im Vergleich zu herkömmlichen Kraftstoffen bis zu 100 Mal so schnell verbrennt, musste die Motorsteuerung angepasst werden. Dies wurde mit einer variablen Ventilsteuerung (Valvetronic) und einer doppelten Nockenwellenverstellung (VANOS) erreicht.
Das Triebwerk des Hydrogen 7 leistet 191 kW (260 PS) und hat ein Drehmoment von 390 Nm (Vergleich „normaler“ 760i: 327 kW/445 PS und 600 Nm). Von 0 auf 100 km/h benötigt der Wagen 9,5 s. Die Leistung ist gegenüber dem 760i aufgrund der bivalenten Auslegung des Motors geringer. Die Tankfüllung von 8 kg erlaubt eine Reichweite von etwa 200 km. Der Inhalt des Benzintanks (74 l) erhöht die Reichweite um weitere 500 km. Bei der Auslegung zukünftiger Motoren nur für Wasserstoff werden Verbesserungspotentiale durch Entfall der Eignung für Benzin erwartet.

## Sonstige Umbauten
Neben den Änderungen am Motor musste auch der Kofferraum verändert werden: Für die Lagerung des Wasserstoffs musste ein zusätzlicher Kryotank eingebaut werden. Die Entwicklung wurde bei Messer / Cryotherm in den 90er-Jahren durchgeführt und die anschließende Serienfertigung des Tanks erfolgte dann von Magna Steyr Fahrzeugtechnik in Graz/Österreich. Der Kryotank verkleinert den nutzbaren Kofferraum von 500 l auf 250 l. In diesem Tank wird der Wasserstoff bei ca. 20 K im Niederdruckbereich (der Siedepunkt des Wasserstoffs liegt bei −252,882 °C) flüssig gelagert. Die Entwicklung war unter anderem durch den Einsatz von medientauglichen Materialien für kryogene Betriebsbedingungen gekennzeichnet. Ferner stellte die Permeation von Wasserstoff eine große Herausforderung dar. Zur Isolation des Tanks wurde zwischen Innen- und Außentank ein Hochvakuum gezogen. Die Innenwände sind mit einem geeigneten Isoliermaterial verkleidet. Die Isolation des Tanks entspricht ungefähr 17 m dickem Schaumstoff aus Polystyrol. Die Fertigung wurde unter anderem unter Reinraumbedingungen durchgeführt. Die dazugehörige Elektronik und Sensorik zur Messung der Füllmasse und zur Überwachung des sicherheitsrelevanten Füllzustandes bei der Betankung stellte eine Herausforderung bei der Entwicklung dar. Die Firma Atena Engineering (heute: Silver Atena GmbH) entwickelte dafür ein Steuergerät, das die Sicherheitsfunktionen gemäß Sicherheitsstandard DIN IEC 61508 übernimmt.
Eine der Sicherheitsfunktionen war das „Boil-off-Management“: Um den Tankinnendruck stabil zu halten, musste der halbvolle Wasserstofftank nach einer so genannten „Standzeit“ von 17 Stunden über einen Zeitraum von 9 Tagen automatisch entleert werden. Der entnommene Wasserstoff wurde dabei mittels Katalysator zu Wasser oxidiert und so kontrolliert verbraucht. Danach verblieb im Tank ausreichend Wasserstoff, um noch rund 60 Kilometer Wegstrecke im Wasserstoffmodus zurückzulegen.
Auch der Innenraum musste ein wenig verändert werden: Die Rückbank wurde um 12 cm nach vorne verschoben und es finden auf ihr nur noch zwei Personen Platz, da die Mittelarmlehne fest arretiert wurde. Weiterhin wurden Rahmen und Crashzonen durch Verbundstoffe verstärkt.
Der Hydrogen 7 ist an einer stärker gewölbten Motorhaube, den fehlenden Nebelscheinwerfern und dem zusätzlichen Einfüllstutzen an der C-Säule zu erkennen.

## Feldversuch

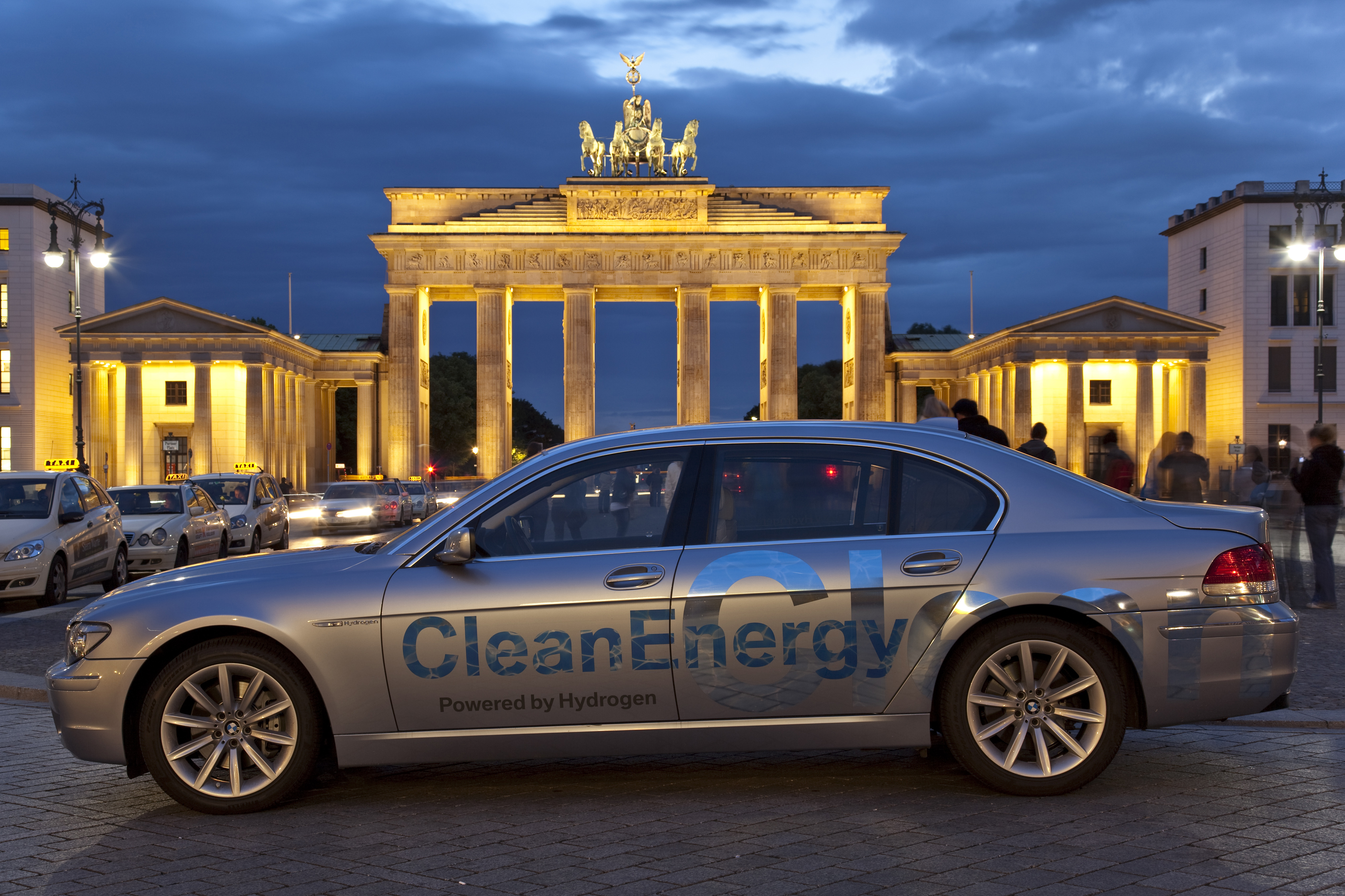
BMW Hydrogen 7 (E68) in Berlin

Als „0-Liter-Auto“ wurde von BMW 2002 die Serienfertigung verkündet, was als Greenwashing eingestuft wurde. So schrieb Der Spiegel:

„Das vermeintliche Ökomobil ist arg durstig – und belastet das Klima wie ein schwerer Lkw.“

Denn bei der BMW-Aussage bleibt neben der Nichtverfügbarkeit von Wasserstofftankstellen auch der Aufwand zur Erzeugung und Verflüssigung des Wasserstoffes komplett unberücksichtigt. So wird beim H2-Verbrauch (3,6 kg/100 km mit 119 kWh Energieinhalt) ein Benzinäquivalent von 13,3 l/100 km angeführt. Bei Brennstoffzellenautos reichen ca. 1 kg H2 (33 kWh) aus, bei Batteriebetrieb unter 20 kWh. Allerdings bleibt neben den oben erwähnten Aufwendungen für die Energiebereitstellung (Wasserstofferzeugung derzeit fast ausschließlich durch Dampfreformation aus Erdgas) auch unerwähnt, dass sich bei Nichtbenutzung des Fahrzeuges (siehe Standzeit bis zur Entleerung) der Tank selbständig entleert.
Die 100 produzierten Einheiten wurden nicht verkauft, aber teilweise an Prominente (z. B. Plácido Domingo, Daniel Barenboim, Katja Riemann, Florian Henckel von Donnersmarck), Politiker (z. B. Günter Verheugen, Christian Ude, Guido Westerwelle) und Wirtschaftsvertreter (z. B. Roland Berger, Wolfgang Reitzle) auf Leasingbasis zur Nutzung übergeben. Ein Teil der Flotte wurde bei öffentlichkeitswirksamen Veranstaltungen als Fahrdienst eingesetzt. So waren während des Feldversuches in Berlin ständig zwischen fünf und zehn Fahrzeuge im Einsatz, die an den zu diesem Zeitpunkt zwei existierenden Wasserstoff-Tankstellen am Messedamm und an der Heerstraße betankt wurden. Zu besonderen Anlässen, wie zum Beispiel während der Berlinale, stieg in Berlin die Zahl der Hydrogen 7 auf rund 20.
Der Feldversuch wurde Ende 2009 beendet, über den Verbleib der 100 Fahrzeuge ist wenig bekannt. Ein Fahrzeug befand sich Stand 10/2015 in der Außenausstellung des Industriemuseums Chemnitz, eines im Verkehrszentrum des Deutschen Museums in München wo 2010 ein BMW 750hL stand (siehe Foto).

## Weitere Entwicklung
Der damalige BMW-Entwicklungsvorstand Klaus Draeger teilte Ende 2009 mit, es werde vorerst keine neue Wasserstofftestflotte geben. Zu dem Zeitpunkt hatte BMW gerade mit der Entwicklung des Nachfolgers begonnen, der Leistungswerte auf dem Niveau eines vergleichbaren Benzinmotors hätte erreichen sollen. Neben den prinzipiellen Problemen des Kryotanks und der bescheidenen Wasserstoff-Infrastruktur hatte die kalifornischen Umweltschutzbehörde EPA die Vermutung, dass Motorenöl aus dem Brennraum über das Abgas emittiert werden könnte. Daher würde das Fahrzeug nicht als Zero Emission Vehicle (ZEV) eingestuft.
Die weitere Entwicklung zur Nutzung von Wasserstoff für den PKW-Antrieb erfolgt bei BMW seit 2013 durch eine Kooperation mit Toyota und deren Brennstoffzellentechnik.